# ديفيد بوم
ديفيد جوزيف بوم (بالإنجليزية: David Joseph Bohm) (20 ديسمبر 1917م،27 أكتوبر 1992م)فيزيائي أمريكي، ساهم بشكل كبير في فيزياء الكم، الفيزياء النظرية، والفلسفة وعلم النفس العصبي. شارك في مشروع منهاتن، وقام بعدة تسجيلات مع الفيلسوف الهندي الشهير جِدّو كريشنامورتي.

## شبابه ودراسته
ولد بوم ب ويلكاس-بار ب ولاية بنسيلفانيا لأبوين يهوديين. كان أبوه مجريا وامه لتوانية. تربى أساسا على يد والده الذي كان يملك محل لبيع الأثاث ويعمل مساعدا ل حاخام منطقته.
- درس بوم بكلية بنسلفانيا تحصل على شهادته عام 1939م
- المعهد التكنولوجي بكليفورنيالمدة سنة.
- التحق فيما بعد ب جامعة بيركيلي (Berkeley) بكليفورنيا ليلتحق بفريق بحث الفيزياء النظرية تحت قيادة روبرت أوبنهايمر، حيث حصل على الدكتوراه.

في (علوم، نظام وابداع) كتاب نشر عام 1987م، صرح بوم «لم ارى ابدا فرق بين الفلسفة والعلم. بالمناسبة سابقا كنا نتكلم عن فلسفة الطبيعة، وهذه العبارة تعني تماما ماكنت ارى في هذا العلم».
وجهة نظر كانت هي أساس عمله طوال حياته.

## أعماله
- مشاركته في مشروع مانهاتن: خلال الحرب العالمية الثانية، حشد مشروع منهاتن الكثير من الفيزيائيين من جامعة بيركيلي وهذا لصناعة أول قنبلة نووية، طلب روبرت أوبنهايمر من بوم ان يعمل معه في المخبر الوطني ب لوس-ألاموس، المخبر السري بني عام 1942م لبناء القنبلة، قائد مشروع منهاتن اللواء ليسلي كروفس لم يثق ب بوم بسبب ارائه السياسية.
- المكارثية تدفع بوم إلى الهجرة من الولايات المتحدة: بعد الحرب العالمية الثانية، قام بوم بتقديم الدروس ب جامعة برنستون حيث أصبح مقربا من ألبرت أينشتاين.في الشهر الخامس من سنة 1949م في بداية حقبة المكارثية. استدعي بوم للتحقيق بسبب شبهة علاقة له مع بعض الاشتراكيين. بوم عارض التعديل الخامس للدستور ورفض الشهادة ضد بعض زملائه. اوقف على اثرها وبرأ عام 1951م، بوم كان في القائمة السوداء للنائب مكارثي، فرئ من الضروري مغادرة الولايات المتحدة إلى البرازيل ثم إسرائيل ثم استقر ب لندن.
- نظرية النظام المخفي: بوم هو اصل نظرية النظام المخفي والتي بحسبها الجسيمات معرفة في كل لحظة بمتغيرات مخفية. هذه النظرية رفضت التجزء النيوتوني. استعمل بوم ثلاث قياسات من اجل اثبات نظريته، الصورة المجسمة، قطرة الحبر المخفف غير الذائبة في الغليسيرين، تصوير السمك في حوض من زاويتين.
- أثر اهارونوف-بوم: هي ظاهرة كمية وصفة عام 1949م من قبل اهرينبارغ وسيداي واعيد اكتشافها عام 1959 من قبل ديفيد بوم وياكير اهارونوف: بنية التداخل بين حزمتين من الالكترونات يمكن تغييرها بحضور حقل مغناطيسي خارج الميكانيكا الكلاسيكية للالكترونات.

## روابط خارجية
- ديفيد بوم على موقع الموسوعة البريطانية (الإنجليزية)
- ديفيد بوم على موقع إن إن دي بي (الإنجليزية)